# Ahașveroș

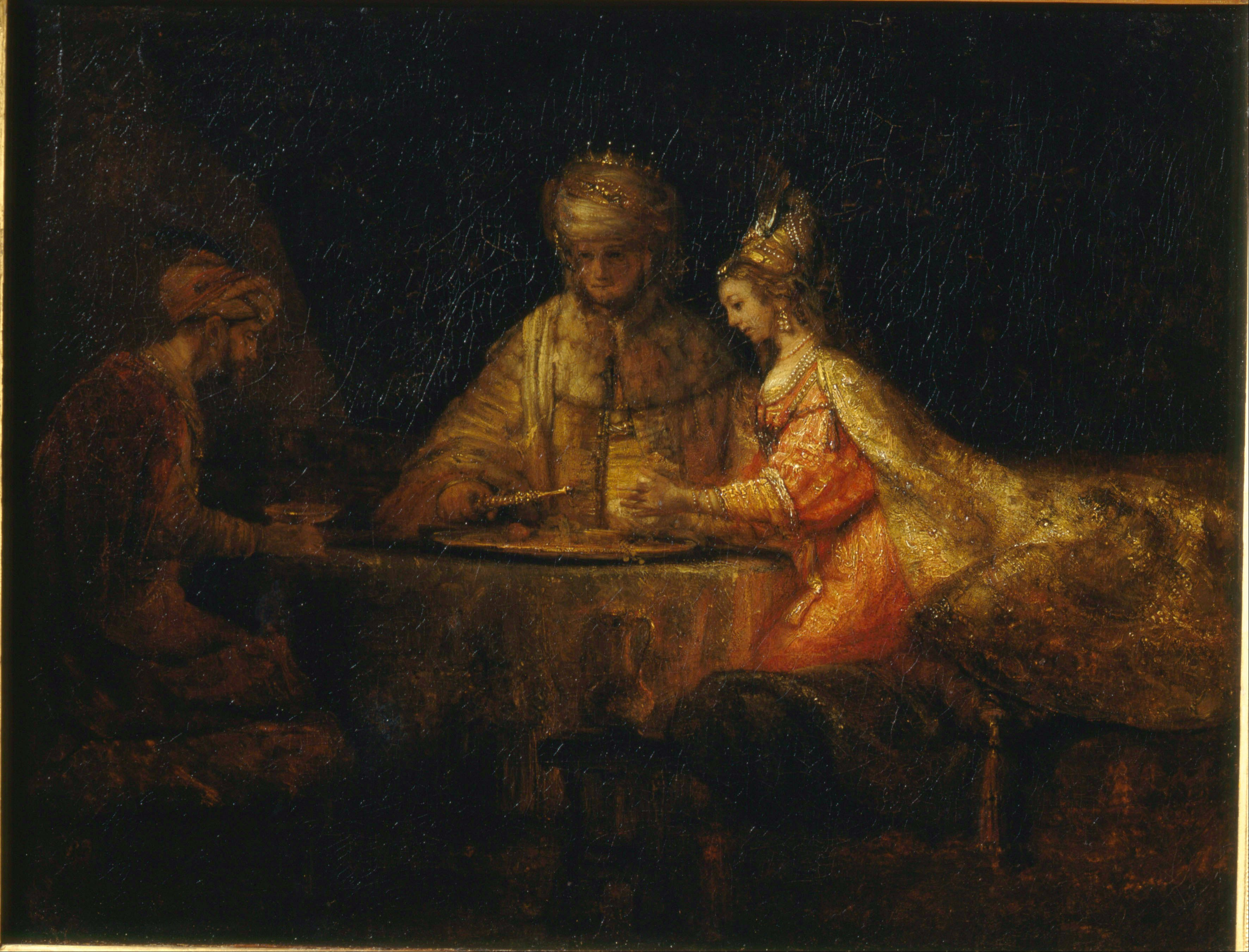
Ahașveroș și Aman la banchetul Esterei, de Rembrandt

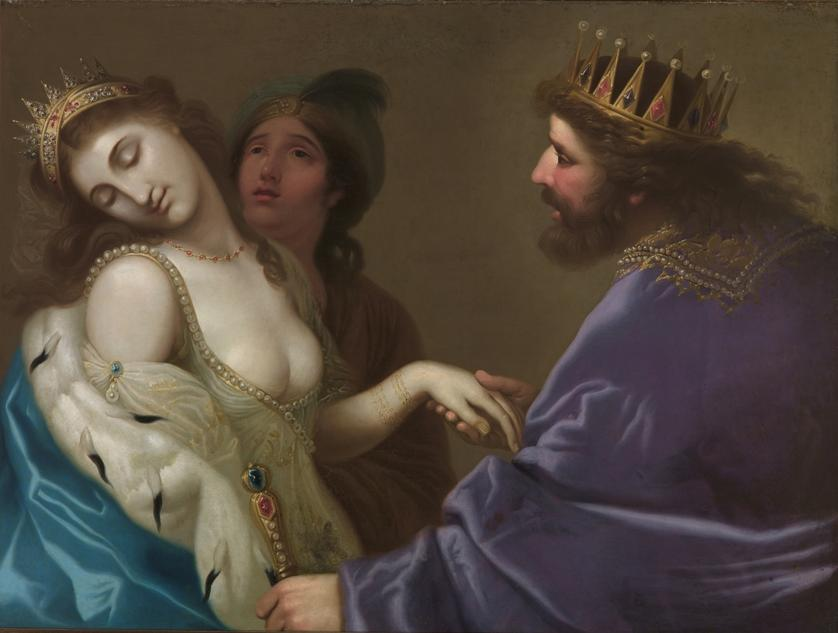
Estera în fața lui Ahașveroș, de Franciszek Smuglewicz, 1778

Ahașveroș (în ebraică אֲחַשְׁוֵרוֹשׁ, transliterat: ʼAḥašvērōš; în greacă Ασουηρος în Septuaginta; sau în latină Assuerus în Biblia vulgata; transliterat frecvent Achashverosh; cf. numelui scris în persana veche Xšayārša; în persană اخشورش, transliterat: Axšoreš; în greacă veche Ξέρξης) este un nume folosit de mai multe ori în Biblia ebraică, precum și în legendele biblice și în evangheliile apocrife. Acest nume (sau titlu) este oferit în scripturile ebraice la trei conducători. Același nume îi este atribuit, de asemenea, unui demnitar babilonian (sau rege med) menționat în Cartea lui Tobit.

## Etimologie

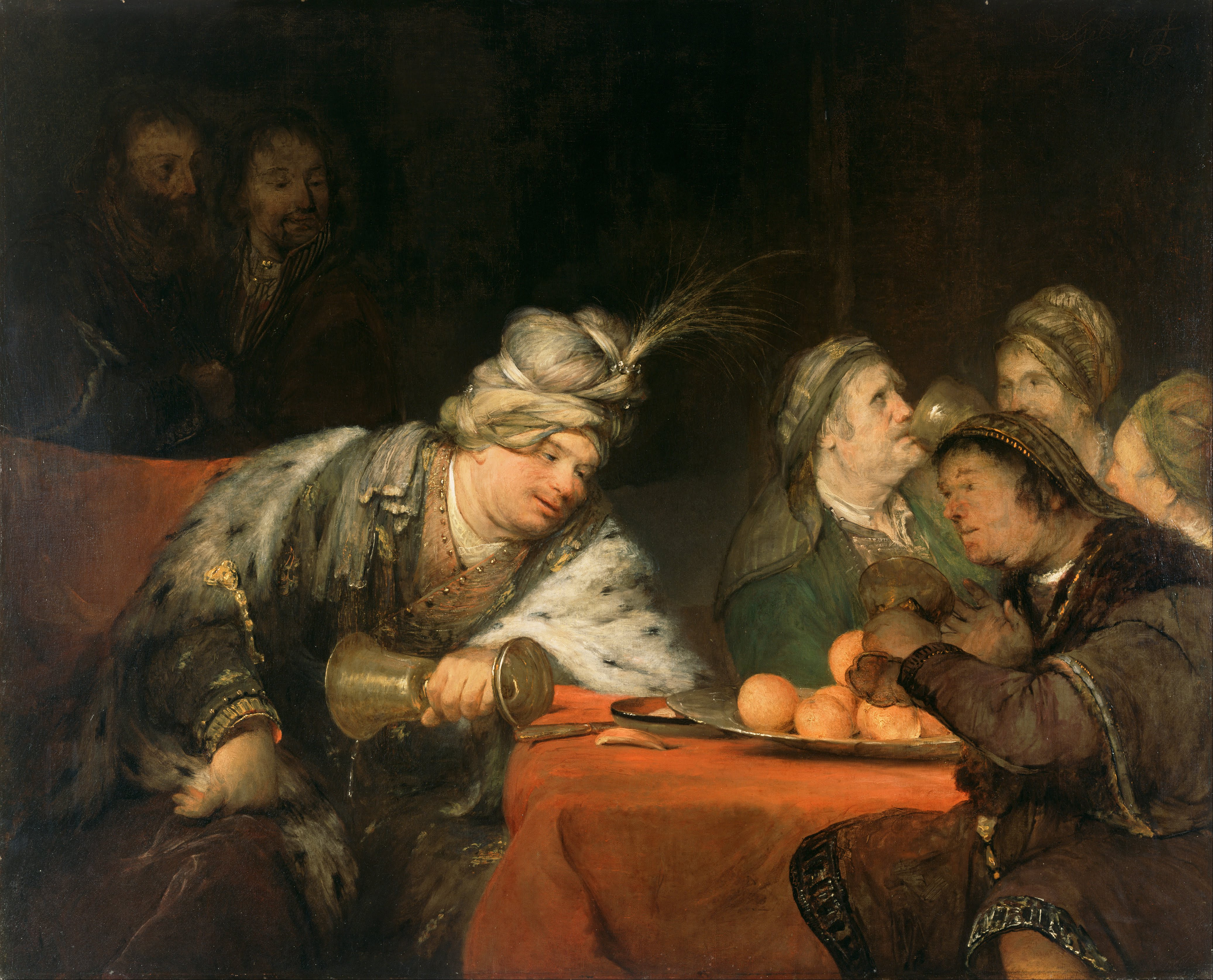
Aert de Gelder, Banchetul lui Ahașveroș

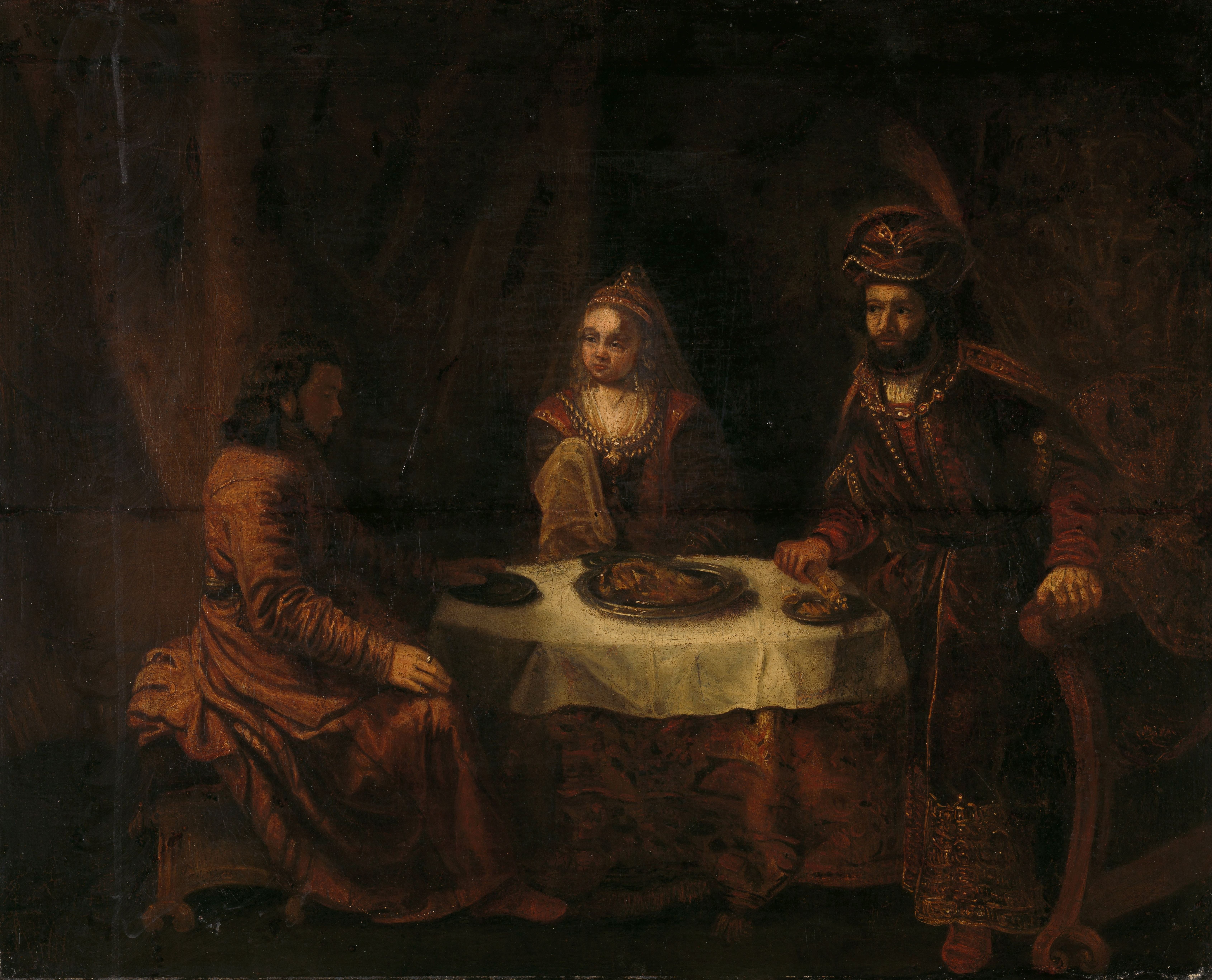
Mânia lui Ahașveroș (anonim), Rijksmuseum Amsterdam

Numele original în persana veche a fost Xšayārša. El a devenit babilonianul Aḫšiyaršu (𒄴𒅆𒐊𒅈𒋗, aḫ-ši-ia-ar-šu) și ulterior Akšiwaršu (𒀝𒅆𒄿𒈠𒅈𒍪, ak-ši-mi-wa6-ar-šu). Primul nume a fost împrumutat în ebraică ca אחשורוש 'Ăḥašəwērôš și de acolo în latină ca Ahasuerus, forma utilizată în mod tradițional în bibliile în limba engleză.
Numele persan a fost redat în greaca veche ca Ξέρξης Xérxēs. Multe traduceri noi în limba engleză și comentarii ale Bibliei au folosit numele Xerxes.

### Cartea Esterei

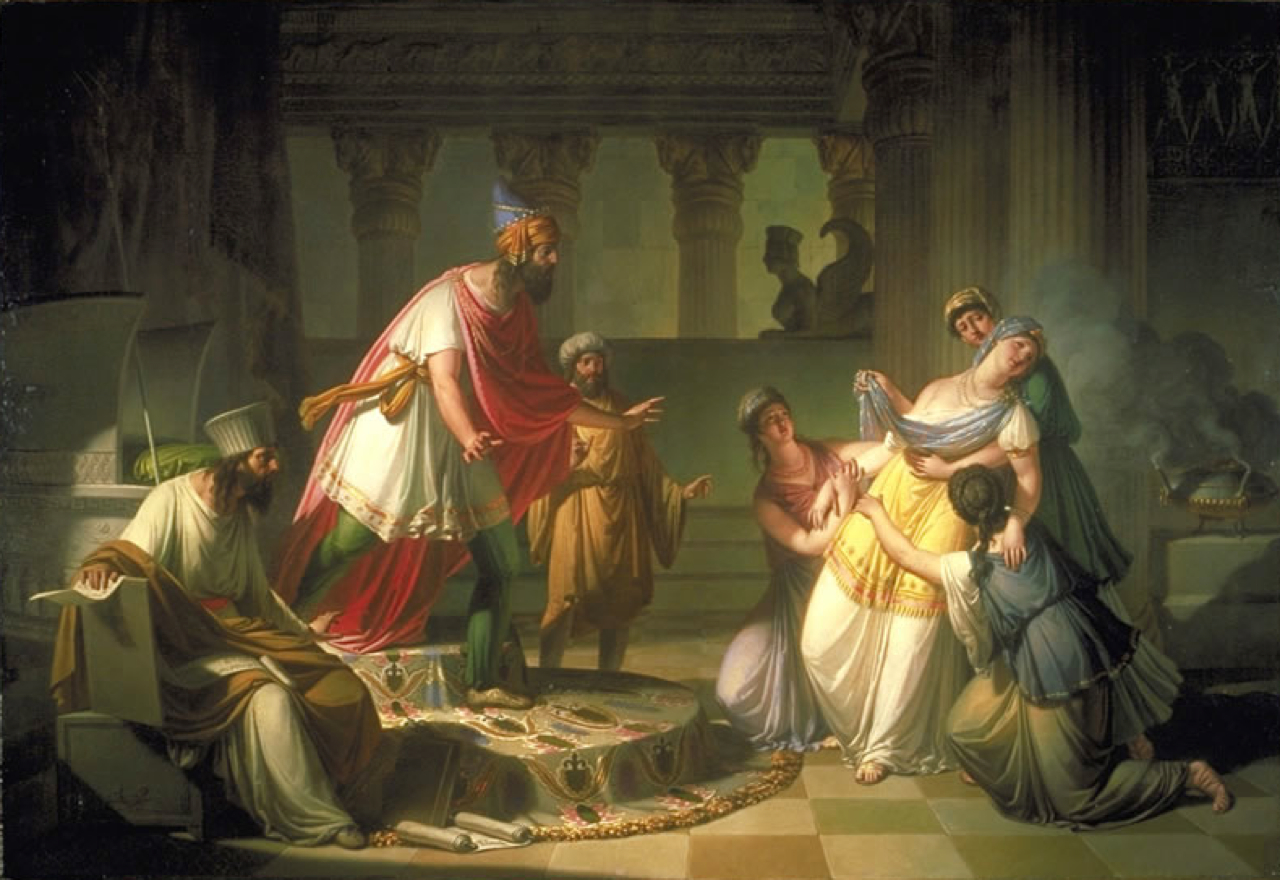
Estera în fața lui Ahașveroș, de Franc Kavčič 1815